# Ogallala (Nebraska)
Ogallala ist eine Stadt (city) und der County Seat des Keith County im US-Bundesstaat Nebraska.

## Lage
Ogallala liegt am Nordufer des South Platte River etwa 10 km südlich des Lake McConaughy. Die nächste größere Ortschaft ist die etwa 70 km östlich gelegene Kleinstadt North Platte am Zusammenfluss von North Platte River und South Platte River. 
Im Süden von Ogallala liegt eine Ausfahrt der Interstate 80, von der aus der U.S. Highway 26 an die Westküste führt. Auch der die Ostküste mit der Westküste verbindende  U.S. Highway 30 führt durch Ogallala. Westlich der Stadt liegt der Searle Field Airport (IATA-Code OGA).

## Geschichte
1867 erreichte die von der Union Pacific Railroad gebaute Bahnstrecke die Stelle des heutigen Ogallala. Anfangs gab es nur ein einfaches Haus mit Speiseraum für Reisende, 1868 wurden ein Laden und ein Saloon eröffnet, ab 1873 gab es eine Poststation. Der Ort wurde ein bekannter Zielpunkt des Viehtriebs aus Texas, hier wurden die Rinder auf die Eisenbahn verladen. Seinen Namen erhielt der Ort nach den Oglala, einem Stamm der Lakota von den Sioux, deren Stammesgebiet in der Mitte des 19. Jahrhunderts im westlichen Nebraska lag. 1884 erhielt Ogallala den Status einer Gebietskörperschaft.

## Demografie
Laut United States Census 2010 hatte Ogallala 4737 Einwohner, davon 2314 Männer und 2423 Frauen. 1116 Einwohner waren unter 18 Jahre alt, 951 über 65.

## Trivia
Die Ogallala-Formation wurde 1899 von Nelson Horatio Darton nach ihrer Typlokalität in der Nähe von Ogallala benannt. Auch der in dieser Formation verlaufende Ogallala-Aquifer, einer der weltweit größten Grundwasserleiter, ist nach der Stadt benannt.